# 费米伽玛射线空间望远镜
費米伽瑪射線太空望遠鏡（英語：Fermi Gamma-ray Space Telescope，原名Gamma-ray Large Area Space Telescope, GLAST，大面積伽瑪射線太空望遠鏡）是在地球低軌道的伽馬射線天文學太空望遠鏡。此望遠鏡是用來進行大面積巡天以研究天文物理或宇宙論現象，如活躍星系核、脈衝星、其他高能輻射來源和暗物質。另外，該衛星搭載的伽瑪射線爆監視系統（Gamma-ray Burst Monitor, GBM）可用來研究伽瑪射線暴。
GLAST在格林尼治標準時間2008年6月11日16:05由Delta II 7920-H火箭發射。本任務是由美國國家航空暨太空總署、美國能源部、德國、法國、義大利、日本、瑞典政府機關聯合執行。NASA宣布2008年8月2日公開徵求GLAST一個可以「讓大眾注意與喚起對伽馬射線天文學和高能天文學重視」的新名字。

## 任務概要
GLAST有兩項科學酬載：大面積望遠鏡（Large Area Telescope, LAT）和伽瑪射線爆監視系統（Gamma-ray Burst Monitor, GBM）。大面積望遠鏡是可以偵測能量範圍 30 MeV - 300 GeV 的伽瑪射線成像偵測器（成对转换儀器），視野是全天20%；LAT是康普頓伽瑪射線天文台搭載的高能伽瑪射線試驗望遠鏡的後繼者。伽瑪射線爆監視系統是使用14個閃爍器（其中12個是碘化鈉晶體，偵測8keV至1MeV；另2個是鍺酸鉍晶體，偵測150keV至30MeV）的偵測器，可偵測全天空儀器能量範圍所有伽瑪射線爆，且不受地球阻擋。

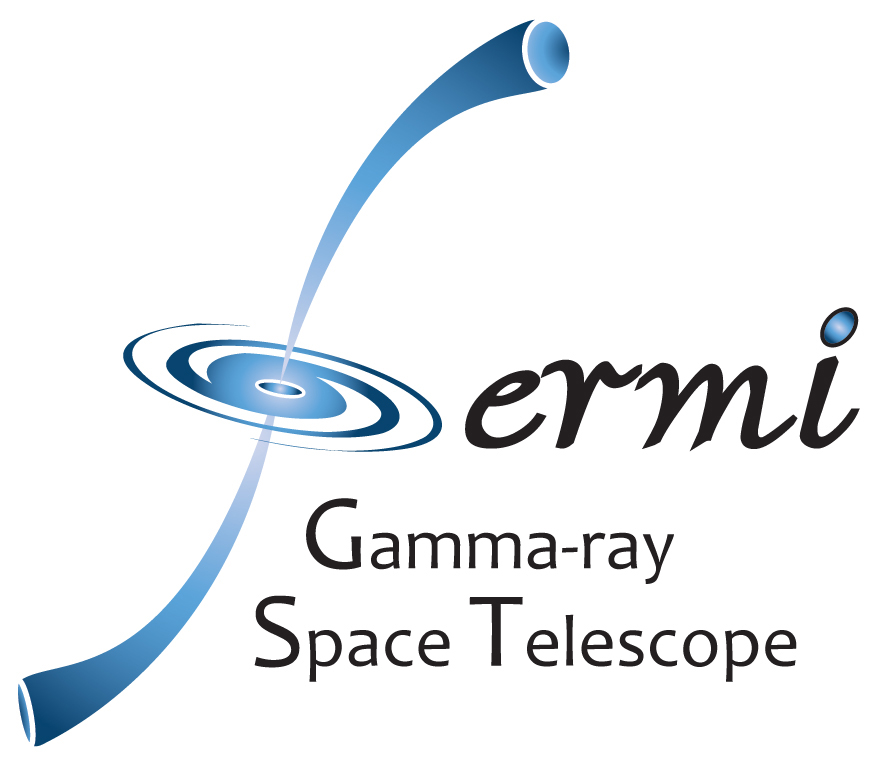
費米伽玛射线空间望远镜的任務標誌

通用動力資訊科技公司（前太空光谱有限公司，Spectrum Astro）在吉爾伯特的工廠設計衛星本體。該衛星將在低地球軌道以95分鐘的週期環繞地球。衛星的運作模式將保持背對地球的方向，並且有「搖擺」運動以平衡全天空覆蓋面積。所有儀器一天將掃過全天16次。望遠鏡可保持在一個被選定目標的方向。
科學儀器也接受了太空環境的測試，其中包含震動、真空、高溫和低溫以確定儀器在發射時和太空中產生的壓力下仍能正常運作。這些儀器在通用動力資訊科技公司（前太空光谱有限公司，Spectrum Astro）在吉爾伯特的工廠裝上衛星本體。
來自儀器的資料皆會公開在GLAST Science Support Center網站，且分析資料的電腦程式也將公開。有相關研究計畫的科學家都可提出申請。
NASA總部科學部門的副主管阿蘭·史坦（Alan Stern）在2008年2月7日至同年3月31日辦了一個公開競賽。該競賽是要為GLAST衛星取新名字，目的是要「讓大眾注意GLAST任務與喚起對伽馬射線天文學和高能天文物理學重視......為了紀念這個難忘的，引人注目的新天文學任務......要一個吸引人的名字，讓大家都很簡單講這任務的名字，可以讓這個任務成為餐桌上和課堂討論的話題」。
2008年8月26日，GLAST改名為「费米伽玛射线空间望远镜」做為高能物理先驅恩里科·費米的紀念。

## 任務

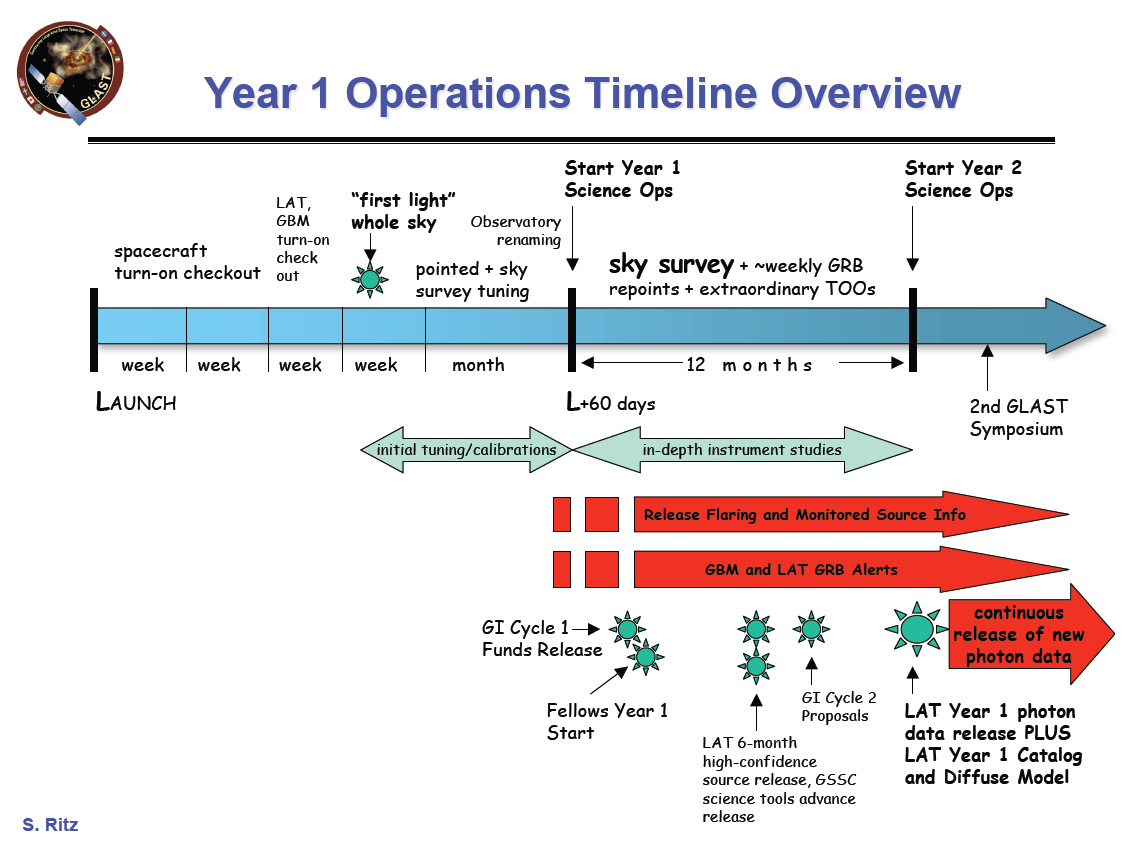
GLAST任務時程表

NASA規畫該任務五年時間，並預期能執行十年。
GLAST的主要科學目的如下所述：
- 了解活動星系核、中子星與超新星遺迹的粒子加速機制。
- 宇宙伽玛射线研究：了解未確定的伽玛射线來源和瀰散輻射。
- 確定伽瑪射線暴的高能狀態與暫態。
- 尋找暗物質，例如銀河系中心的伽瑪射線超量研究；和早期宇宙研究。
- 研究太初微型黑洞(MBH)蒸發以確定伽瑪射線暴和霍金輻射的關係。

美國國家科學院把該任務列為第一優先任務。許多可能的新發現被預期在本任務中獲得以增進我們對宇宙的認識：
- 耀變體和活動星系核[10]

研究耀變體和活動星系核發出的輻射波長和能量光譜變化以了解面對地球的黑洞噴流成分，可能是
(a) 電子和正電子
(b) 只有質子
- 伽瑪射線暴[11]

研究比之前任務更強數倍能量的伽瑪射線暴以更加了解其機制。
- 中子星[12]

研究較年輕，發射更高能輻射的銀河系內中子星以擴展我們對恆星天文學的知識。研究中子星磁場產生的脈動輻射也許可以讓我們了解中子星如何形成以及中子星如何產生粒子星際風。
- 宇宙線和超新星遺迹[13]

進一步研究超新星遺迹是否造成星際次原子粒子加速。
- 銀河系[14]

提供新資料以改進銀河系現有理論模型。
- 伽瑪射線背景輻射[15]

如果伽瑪射線暴的其中一個假設，因為暗物質的自我湮滅造成與星際物質反應的構想是不切實際的；那麼更進一步研究伽瑪射線背景輻射會出現在活躍星系核或一般星系將會有潛力獲得重大發現。
- 早期宇宙[16]

讓我們能以更好的方式研究可見光和紫外線如何隨時間改變。本任務也許能很容易發現到E=mc2這個公式在早期宇宙中如何反向運作：能量轉變成質量。
- 太陽[17]

增進太陽的耀斑如何輻射伽瑪射線的研究。
- 暗物質[18]

尋找證據證明暗物質是由大質量弱相互作用粒子組成。一些互補的實驗被預期在大型強子對撞機和其他地下的偵測器進行。這一領域被預期在未來數年可能會有大量新發現。
- 基礎物理學[19]

改進物理學理論的建立，例如光是否在真空中保持速度不變，且與波長無關。阿爾伯特·愛因斯坦的廣義相對論是這麼認為，但量子力學和量子重力的預測卻不是。尋找黑洞爆炸時產生的伽瑪射線將會是潛在的將量子力學和廣義相對論統一的一步。測定光子是否會如量子力學預測會分裂成更小的光子以及取得受控制的、人為的實驗條件。
- 未知的發現[20]

科學家預期會有很高的可能性找到革命性的新發現。

## 任務狀態

### 發射前
2008年3月4日望遠鏡到了Astrotech Corporation在泰特斯維爾的酬載處理中心。2008年6月4日，在先前的數次延誤後，發射時間最早確定在6月11日，最後的延遲是因為必須要重置飛行終端系統的電池。發射窗口延長到直到2008年8月7日每天 11:45 a.m. until 1:40 p.m. EDT (15:45-17:40 GMT)。

### 發射

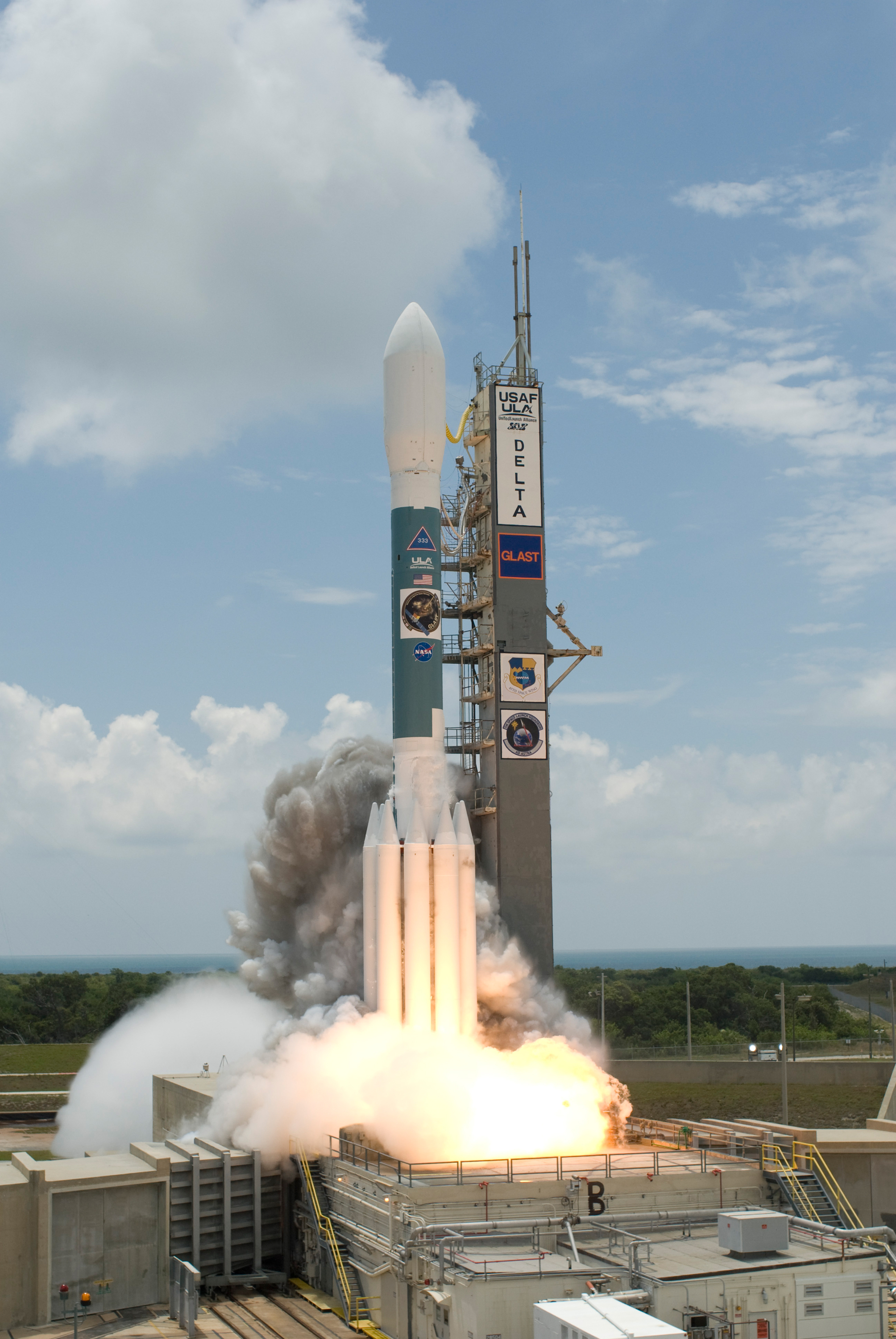
2008年6月11日發射

GLAST在當地時間2008年6月11日16:05成功發射，75分鐘後衛星與火箭分離。該衛星在卡纳维拉尔角空军基地17号航天发射复合体的 B 發射台以Delta 7920H-10C發射。

### 到達軌道
GLAST在高度550 km（340 mi）的近地軌道運行，軌道傾角28.5°。

### 程式修正
GLAST的電腦程式在2008年6月23日進行了小幅度修正。

### LAT/GBM電腦操作
衛星的電腦同時操作大面積望遠鏡（LAT）和伽瑪射線爆監視系統（GBM），而大面積望遠鏡的大部分功能在2008年6月24日開啟。大面積望遠鏡的高電壓在2008年6月25日開啟，可以開始偵測太空中高能粒子，但當時仍有些小幅校正在進行。同日伽瑪射線爆監視系統的高電壓也開啟，但在尋找伽瑪射線爆前仍需一星期進行測試與校正。

### 巡天模式
GLAST已於2008年6月26日切換到巡天模式開始進行巡天，每三小時（每兩個軌道）可掃過整個天空一次。

## 發現

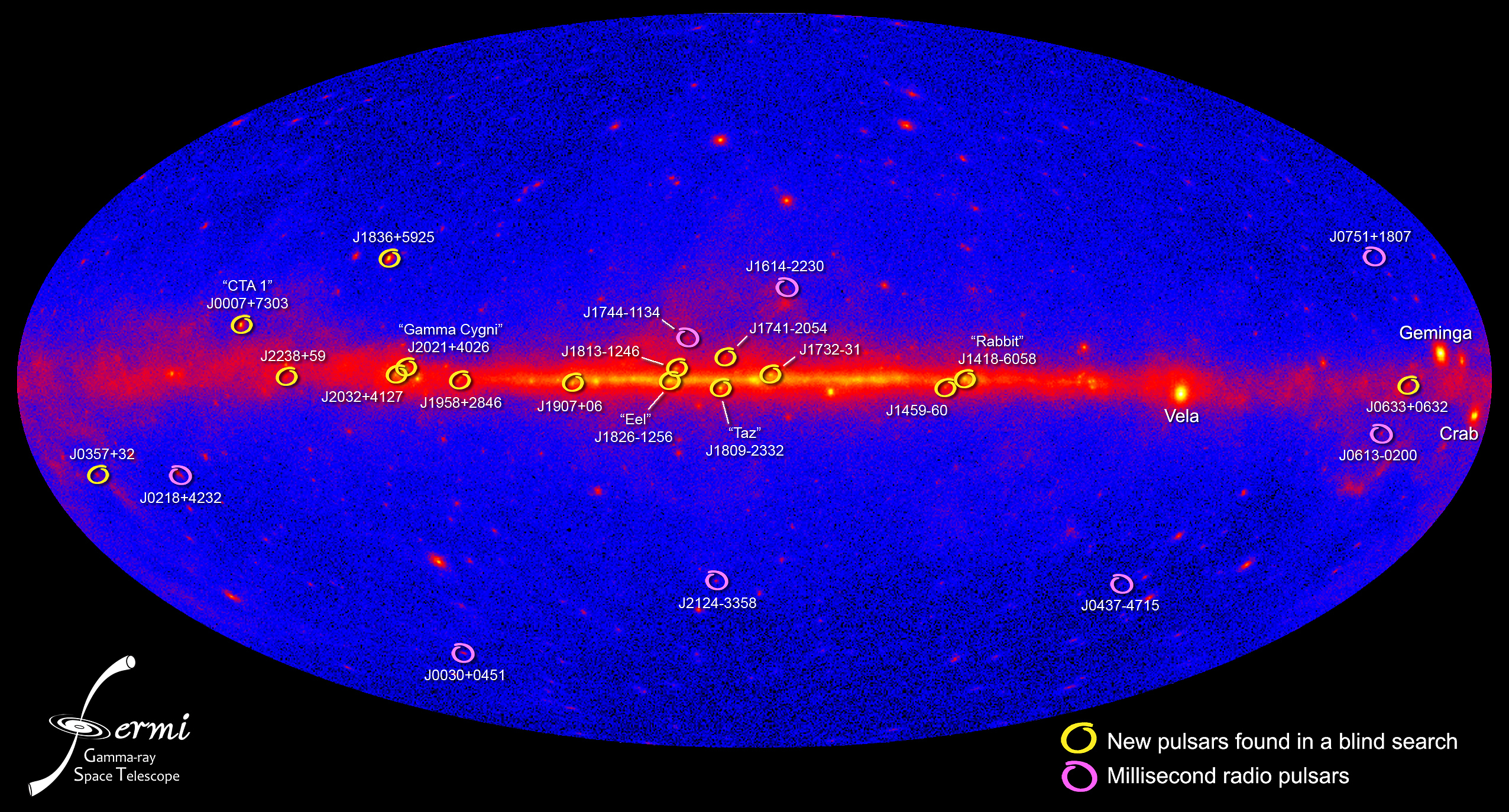
费米伽玛射线空间望远镜偵測到伽玛射线中子星。

船帆座波霎的脈動循環，由費米伽玛射线空间望远镜的大面積望遠鏡接收到的光子建立模式。

第一個主要發現是當望遠鏡找到 CTA 1 超新星遺跡內的中子星時發現該中子星只發射伽玛射线，此種形式中子星是第一次發現。
這顆新發現的中子星以316.86毫秒的週期脈動，距離地球約4600光年。
在2008年9月，在船底座發生的伽玛射线爆GRB 080916C被記錄到。這次爆炸是以「被量測到最大能量」而著名。這次爆炸能量相當於9000顆超新星爆炸，其相對論性噴流的運動速度至少有光速的99.9999%。總而言之，GRB 080916C有目前所見「最高的總能量，最快的運動，最高能量的初始輻射」。

## 科學儀器
史丹佛線性加速器中心的國家加速器實驗室的珍妮佛·卡森在概述了GLAST的儀器和目的以後，總結計畫主要目標是能夠進行全天空的巡天。

### 伽瑪射線爆監視系統
伽瑪射線爆監視系統（Gamma-ray Burst Monitor, GBM）偵測由伽玛射线暴和太陽耀斑突然發出的伽瑪射線閃光。閃爍器設置在衛星的側面以避免視野被地球遮擋。這個設計對於時間和光子能量有良好的解析度。
馬歇爾太空飛行中心的Charles Meegan說：「伽玛射线暴因為相當明亮，使我們可以從數十億光年以外看到；這也意味了伽瑪射線爆是在數十億年前爆發。而我們觀察它們也就跟它們觀察我們是一樣的」。

#### 伽瑪射線爆監視系統團隊

##### 美國研究單位
- 馬歇爾太空飛行中心、阿拉巴馬大學亨茨維爾分校

##### 德國研究單位
- 馬克斯-普朗克太空物理學研究所（Max Planck Institut für Extraterrestrische Physik）

### 大面積望遠鏡
大面積望遠鏡偵測個別伽玛射线光子，其原理類似地球上粒子加速器中的伽瑪射線探測器。大面積望遠鏡包裹在反符合偵測器（anticoincidence detector，ACD）內，並且分成循跡器（tracker，TKR）與量熱計（calorimeter，CAL）兩個模組，前者偵測方向，後者偵測能量。循跡器採用一種測跡儀結構，分成許多層（tray），每一層包含一片鎢製轉換箔（conversion foil）和一組矽微條探測器（silicon-strip detectors，SSDs）。當光子通過轉換箔的時候，可經由成對產生過程轉換成電子－正子對，然後帶電粒子通過微條探測器，透過電離矽原子產生電流脈衝訊號。微條探測器由x、y兩平面組成，兩者的微條排列方向互相垂直，分別偵測x座標和y座標。之後，帶電粒子進入最下方的量熱計，先由碘化銫閃爍體轉換成光子，再由PIN光電二極體讀出。量熱計也被製作成測跡儀形式，用以增加能量解析度。大面積望遠鏡的視野廣達約20%的天空。影像解析度在天文界屬於中等水準；每數角分可偵測最高能量光子，而視野為3°時可偵測100 MeV。大面積望遠鏡比1990年代康普頓伽瑪射線天文台搭載的高能伽瑪射線試驗望遠鏡（EGRET）更大且更成功。數個國家參與製造了大面積望遠鏡的一部分組件，之後各組件送至SLAC國家加速器實驗室組裝。

#### 大面積望遠鏡團隊
- 美國
  - 史丹佛大學物理系GLAST團隊和漢生實驗物理實驗室
  - SLAC 國家加速器實驗室粒子天文物理團隊
  - 戈達德太空飛行中心天文物理部門
  - 美國海軍研究實驗室高能太空環境（High Energy Space Environment, HESE）部門
  - 俄亥俄州立大學物理系
  - 聖塔克魯茲加利福尼亞大學物理系與粒子物理研究所
  - 索諾馬州立大學物理與天文系
  - 華盛頓大學
  - 德州農工大學金士維爾分校

##### 日本研究單位
- 宇宙航空研究開發機構/宇宙科學研究所
- 東京大學
- 東京工業大學
- 廣島大學
- 早稻田大學
- 名古屋大學

##### 義大利研究單位
- 義大利國家核物理研究所 (INFN)
- 義大利太空局
- Istituto di Fisica Cosmica, Milano, CNR
- 巴里大學
- 帕多瓦大學
- 佩魯賈大學
- 比薩大學
- 羅馬第二大學
- 第里雅斯特大學
- 烏迪內大學

##### 法國研究單位
- 法國原子能委員會
- 法國國家太空研究中心
- 法國國家核子物理暨粒子物理研究所、IN2P3
- 巴黎綜合理工學院勒普兰斯－林盖實驗室
- 波爾多格蘭納迪爾核研究中心
- 理論物理學與粒子天文物理實驗室，蒙彼利埃

##### 瑞典研究單位
- 瑞典皇家工學院
- 斯德哥爾摩大學

## 教育與大眾推廣
教育與大眾推廣在GLAST計畫中佔有重要地位。主要的教育與推廣網站在：。該網站提供了讓學生、教育人員、科學家和一般大眾取得資源的途徑。NASA的教育與大眾推廣團隊（NASA Education and Public Outreach Group, E/PO）在索諾馬州立大學管理GLAST教育與大眾推廣資源。

## 外部連結
- NASA website for GLAST （页面存档备份，存于）
- GLAST Mission Profileby NASA's Solar System Exploration（页面存档备份，存于）
- Stanford University GLAST website (LAT) （页面存档备份，存于）
- Sonoma State University GLAST website
- NASA Education and Public Outreach Group at Sonoma State University
- GBM website at Marshall Space Flight Center （页面存档备份，存于）
- GLAST public outreach and education website （页面存档备份，存于）
- GLAST Science Support Center （页面存档备份，存于）
- "GLAST into space" article in symmetry magazine
- "Window on the Extreme Universe" article in Scientific American, December 2007 issue. Note: full article on website requires subscription. （页面存档备份，存于）
- List of published papers based on LAT data （页面存档备份，存于）
- "New kind of pulsar discovered" in Cosmos Online（页面存档备份，存于）